# Grevelink

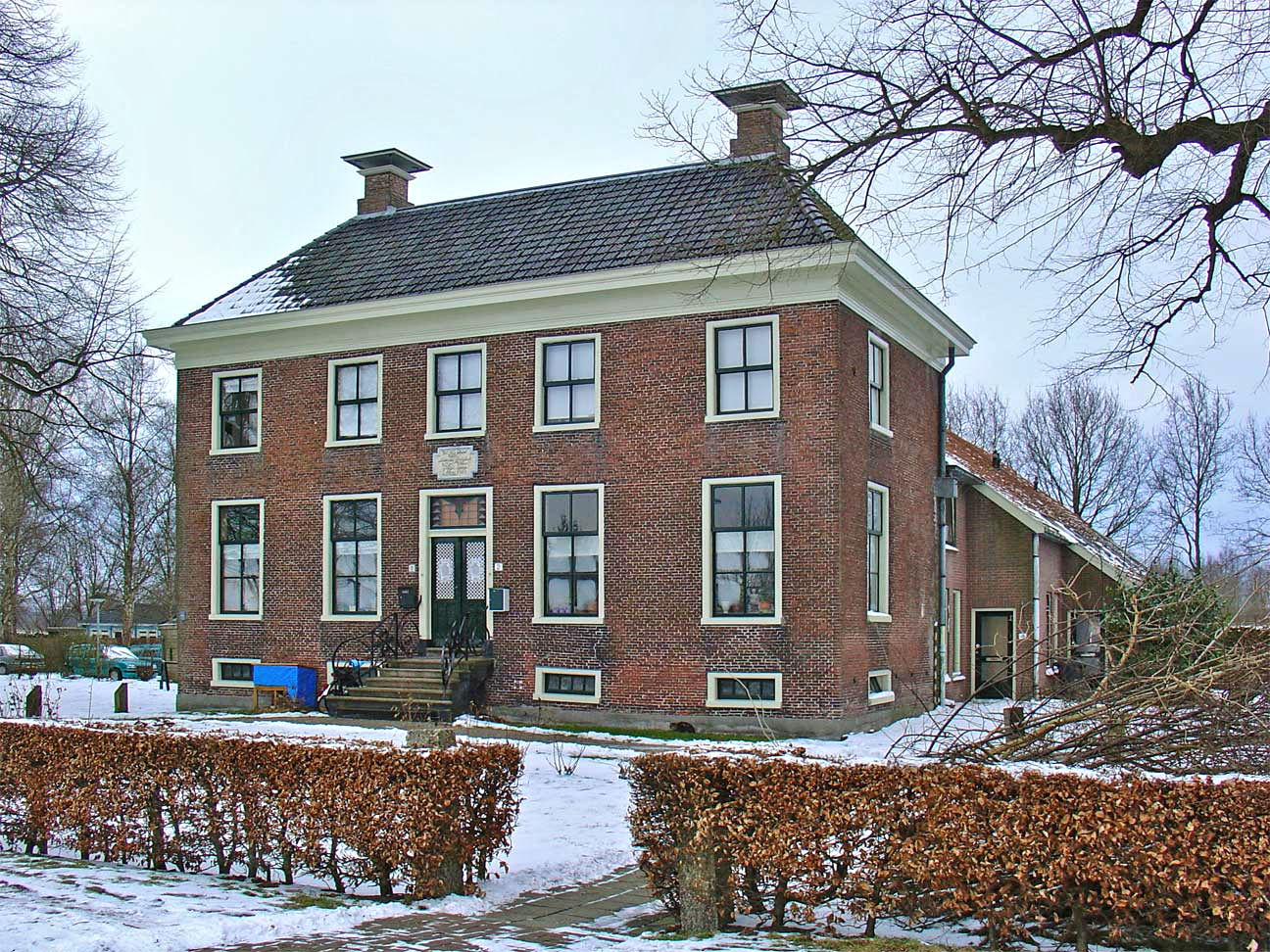
Het Grevelinkshuis in Annerveenschekanaal

Grevelink, ook Alstorphius Grevelink, Bisschop Grevelink en IJzenhoed Grevelink, is een Nederlandse familie.

## Geschiedenis
De stamreeks begint met de 17e-eeuwse Groninger scheepstimmerman Jurjen Aaldriks [Grevingh] en Trijntje Willems. Hun zoon Willem Grevijlink werd verlaatsmeester en later vervener in het Drentse Oostermoer. Het Grevelingskanaal werd vernoemd naar Willems zoon Lambartus Grevijlink (1735-1815). Hij liet in Annerveenschekanaal het Grevylinkhuis (ook Grevelinkshuis) bouwen.
Jurrien Grevelink, een andere zoon van Willem, trouwde in 1772 met Anna Jacoba Bisschop, een dochter van Dirk Anthonie Bisschop en Elisabeth IJzenhoed. Uit dit echtpaar stammen de takken Alstorphius Grevelink, Bisschop Grevelink en IJzenhoed Grevelink.
De familie werd in 1948 opgenomen in het genealogische naslagwerk Nederland's Patriciaat.

## Enkele telgen
- Willem Grevijlink (1707-), verlaatsmeester en vervener
  - Lambartus Grevijlink (1735-1815), landmeter
  - Jurrien Grevelink (1737-1779), schipper en equipagemeester van de VOC
    - mr. Willem Grevelink (1775-1833), lid Raad van Zaltbommel; trouwde met Catharina Pedronella Alstorphius
      - mr. Pedro Wijnand Alstorphius Grevelink (1808-1896), rechter en gemeenteraadslid in Assen

    - Dirk Bisschop Grevelink (1779-1844), luitenant-ter-zee 1e klas, gouverneur van Sint Eustatius
    - Jacobus Grevelink (1781-?), kapitein ter koopvaardij, commissaris van politie
      - Jacobus IJzenhoed Grevelink (1811-1888), militair OIL
        - Edward James IJzenhoed Grevelink (1845-1937), afdelingschef Ned. Handel Mij.
          - mr. Magdalena Elisabeth Florence IJzenhoed Grevelink (1885-1949), advocaat en schrijfster

Geslachten die opgenomen zijn in het sinds 1910 verschijnende genealogische naslagwerk Nederland's Patriciaat. Lijst volgens opgave van het CBG Centrum voor familiegeschiedenis.
A · B · C · D · E · F · G · H · I · J · K · L · M · N · O · P · Q · R · S · T · U · V · W · Y · Z